# Борис-Арыта
Бори́с-Арыта́ — небольшой остров в Оленёкском заливе моря Лаптевых. Административно относится к территории Якутии.
Остров расположен в центральной части залива, в дельте реки Оленёк. Находится между протоками Кугун-Тёбюлеге на севере и Джангылах-Тёбюлеге на юге. На востоке узкой протокой отделяется от соседнего острова Борис-Бёлькёё.
Остров имеет удлинённую форму, вытянутую с северо-востока на юго-запад. Высота достигает 3 м на западе. Юго-восточный берег обрывистый. Остров покрыт болотами, имеется семь небольших озёр. На севере остров окружён отмелями.